# Perfektes Rechteck

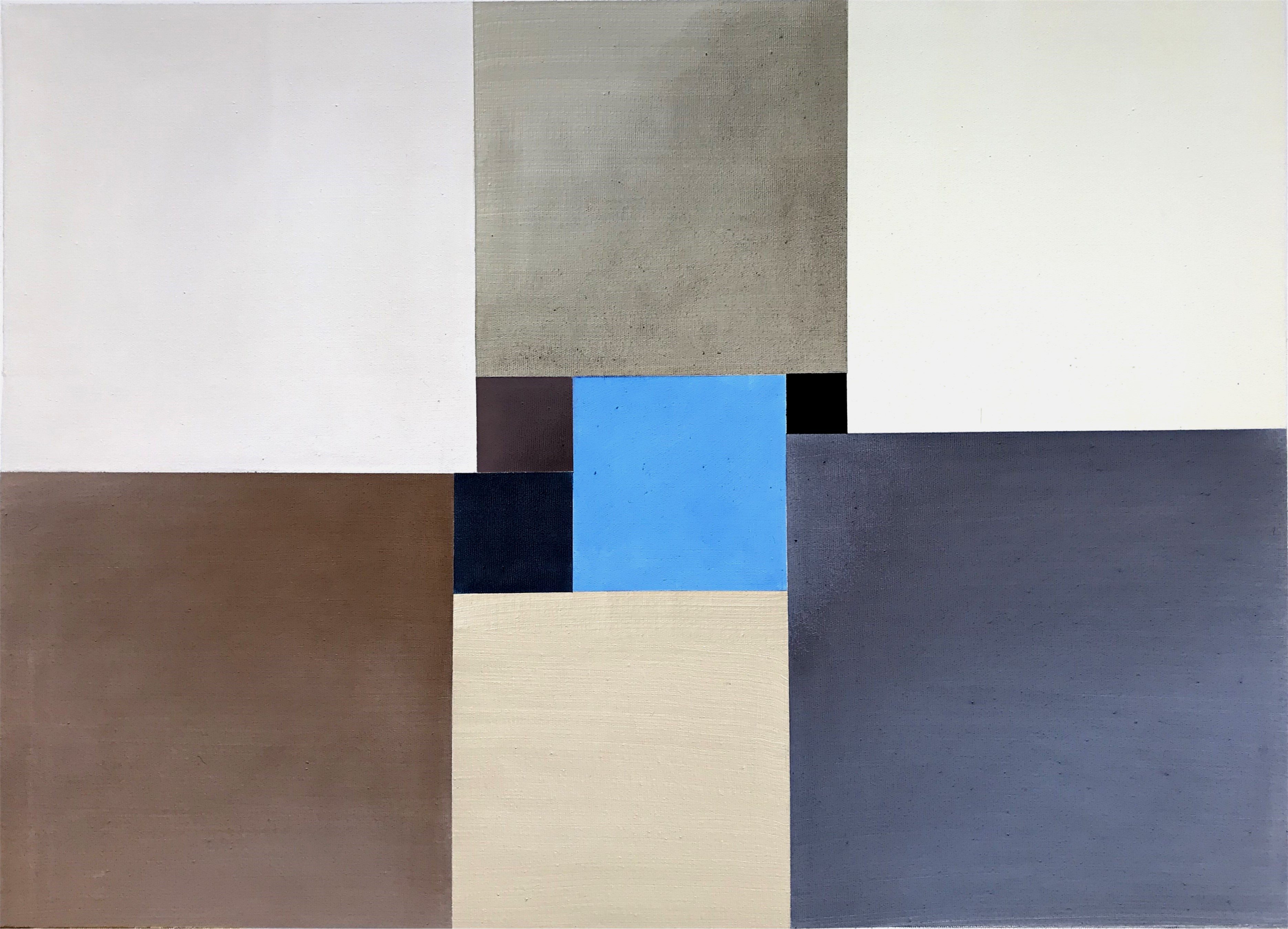
Perfektes Rechteck aus 10 Quadraten in der konkreten Kunst (Bild der Malerin Irene Schramm-Biermann)

Ein perfektes Rechteck ist ein Rechteck, das sich in Quadrate unterschiedlicher Größe zerlegen lässt.
Ist ein perfektes Rechteck speziell ein Quadrat, so nennt man es in analoger Weise perfektes Quadrat. Dessen Entstehung wird als Quadratur des Quadrates bezeichnet.
Ein Rechteck, das nicht perfekt ist, heißt auch unvollkommenes Rechteck.
Für die Existenz perfekter Quadrate reicht es im Allgemeinen nicht aus, dass die Summe von Quadratzahlen rein rechnerisch wieder eine Quadratzahl ist. Diese Bedingung erfüllen beispielsweise die Zahlen 1 und 4900, übrigens die einzigen quadratischen Pyramidenzahlen, die zugleich Quadratzahlen sind. Für sie gilt
{\displaystyle \sum _{k=1}^{24}k^{2}=70^{2}=4900}.
Rein geometrisch ist es jedoch nicht möglich, das zugehörige 70x70-Quadrat in 24 Quadrate zu zerlegen.

## Entdecker perfekter Rechtecke (Auswahl)
Mit der Entdeckung perfekter Rechtecke und perfekter Quadrate haben sich viele Mathematiker beschäftigt.
Nachfolgend eine Auswahl wichtiger Entdeckungen auf diesem Gebiet.
- 1925: Zbigniew Moroń zerlegte ein perfektes kleinstmögliches 33x32-Rechteck in neun Quadrate.
- 1939: Der deutsche Mathematiker Roland Sprague veröffentlichte ein großes perfektes Quadrat mit 55 Quadraten.
- 1978: A. J. W. Duijvestijn zerlegte ein perfektes Quadrat in 21 Quadrate mit einer Gesamtseitenlänge von 112, wobei 21 die niedrigstmögliche Anzahl der Teilquadrate perfekter Quadrate ist.[2]

## Perfekte Rechtecke mit besonderen Eigenschaften
Unter den zahlreichen perfekten Rechtecken und Quadraten sollen die folgenden ausgewählten Beispiele dazu dienen, einige Besonderheiten aufzuzeigen.
(Die Zahlen in den Quadraten geben jeweils deren Seitenlänge an.)

kleinstmögliches perfektes Rechteck (9 Quadrate, Moroń)
perfektes Rechteck mit vielen Quadraten (22 Quadrate)
fast symmetrisches perfektes Rechteck (12 Quadrate)
längliches perfektes Rechteck (17 Quadrate)
perfektes Rechteck mit einer bemerkenswert großen Seitenlänge von 7 des kleinsten Teilquadrats (10 Quadrate)
kleinstmöglichstes, einfaches, perfektes Quadrat (21 Quadrate, Duijvestijn)